# Tomoderus constrictus
Tomoderus constrictus är en skalbaggsart som först beskrevs av Thomas Say 1826.  Tomoderus constrictus ingår i släktet Tomoderus och familjen kvickbaggar. Inga underarter finns listade i Catalogue of Life.